# Hammer (Lichtenfels)
Hammer ([ˈhamɐ] ⓘ) ist ein Gemeindeteil der Stadt Lichtenfels im oberfränkischen Landkreis Lichtenfels.

## Geografie
Der Weiler liegt etwa vier Kilometer nordöstlich von Lichtenfels im Lichtenfelser Forst. Durch den Ort fließt der Schneybach, ein rechter Zufluss des Mains. Eine Gemeindeverbindungsstraße führt nach Schney und die Werrabahn befindet sich südlich des Ortes.

## Geschichte
Die erste Nennung war zwischen 1491 und 1501 als Eintrag im Zinsbuch des bambergischen Forst- und Kastenamtes Lichtenfels als „vff der Forst Mul“. Im Jahr 1600 wurde die Mühle „Forstmühll“ und 1653, am Zeisensee gelegen, „Zeisenhammer“ genannt. 1755 folgte erstmals die Erwähnung des Ortsnamens „Hammer“. 1799 wurde Hammer als einzelnes, im Hochstift Bamberg bei Lichtenfels gelegenes fürstliches Jägerhaus bei einem großen Weiher beschrieben.
Ab dem Ende des 18. Jahrhunderts existierte am Schneybach etwa 100 Jahre lang eine Massemühle der Porzellanfabrik Schney.
Nach dem Gemeindeedikt von 1818 wurde Hammer zusammen mit Buch am Forst, Forsthub, Gleisenau und Seehof zu einer Gemeinde zusammengefasst. Damals hatte der Ort fünf Einwohner.
Im Januar 1859 wurde die an Hammer vorbeiführende eingleisige Bahnstrecke von Coburg nach Lichtenfels eröffnet. 1862 erfolgte die Eingliederung des Weilers in das neu geschaffene bayerische Bezirksamt Lichtenfels.
1871 hatte Hammer 7 Einwohner, die alle evangelisch waren, und 4 Gebäude. Die evangelische Pfarrei befand sich 5,0 Kilometer entfernt in Buch am Forst und die evangelische Schule 2,0 Kilometer entfernt in Schney. 1900 umfasste die Landgemeinde Buch am Forst mit ihren fünf Orten eine Fläche von 1372,45 Hektar, 596 Einwohner, von denen 587 evangelisch waren, und 106 Wohngebäude. In Hammer, das inzwischen nach Schney gepfarrt war, lebten 12 Personen in 2 Wohngebäuden. 1925 hatte der Weiler 15 Einwohner und 2 Wohngebäude und gehörte zum Sprengel der katholischen Pfarrei in Lichtenfels. 1950 hatte Hammer 13 Einwohner und 2 Wohngebäude. 1970 zählte der Ort 14 und 1987 12 Einwohner sowie 4 Wohngebäude mit 6 Wohnungen.
1967 folgte die Zuordnung als Gemeindeteil zu Schney, das am 1. Mai 1978 in die Stadt Lichtenfels eingegliedert wurde.